# Barbara Polakowska
Barbara Polakowska – polska artystka fotograf. Członkini i Artysta Fotoklubu Rzeczypospolitej Polskiej Stowarzyszenia Twórców (AFRP). Członkini Zarządu Fotoklubu RP. Członkini i wiceprezes Zarządu Radomskiego Towarzystwa Fotograficznego. Członkini Stowarzyszenia Muzealników Polskich. Instruktor Fotografii Krajoznawczej Polskiego Towarzystwa Turystyczno-Krajoznawczego.

## Życiorys
Barbara Polakowska jest absolwentką studiów malarskich I stopnia na Wydziale Sztuki Uniwersytetu Technologiczno-Humanistycznego w Radomiu. Związana z radomskim środowiskiem fotograficznym – fotografuje od 1979 roku. Zawodowo związana z fotografią od początku lat 80. XX wieku – wówczas uzyskała dyplom czeladnika w rzemiośle fotografia oraz rozpoczęła pracę jako fotograf dokumentalista w Muzeum Ludowych Instrumentów Muzycznych w Szydłowcu, następnie w Muzeum Wsi Radomskiej w Radomiu. Przez kilka lat była związana z Kieleckim Wydawnictwem Prasowym jako fotoreporterka Tygodnika Radomskiego. Miejsce szczególne w jej twórczości zajmuje fotografia architektury (w dużej części odnoszącej się do starego, dawnego wiejskiego budownictwa), fotografia krajobrazowa oraz fotografia przyrodnicza. 
Jest autorką wielu wystaw indywidualnych oraz współautorką licznych zbiorowych ekspozycji. W 1993 została członkinią Radomskiego Towarzystwa Fotograficznego, w którym obecnie pełni funkcję wiceprezesa Zarządu. W 1996 została laureatką Nagrody Wojewody Radomskiego (dziedzina kultury i sztuki). W 1997 roku została przyjęta w poczet członków rzeczywistych Fotoklubu Rzeczypospolitej Polskiej Stowarzyszenia Twórców. Decyzją Komisji Kwalifikacji Zawodowych Fotoklubu RP, otrzymała dyplom potwierdzający kwalifikacje do wykonywania zawodu artysty fotografa, fotografika (legitymacja nr 075). Obecnie pełni funkcję członka Zarządu Fotoklubu RP. 
Prace Barbary Polakowskiej zaprezentowano w Almanachu (1995–2017), wydanym przez Fotoklub Rzeczypospolitej Polskiej Stowarzyszenie Twórców, w 2017 roku. W 2020 odznaczona Brązowym Medalem „Za Fotograficzną Twórczość” – odznaczeniem ustanowionym przez Zarząd i przyznawanym przez Kapitułę Fotoklubu Rzeczypospolitej Polskiej Stowarzyszenia Twórców, w odniesieniu do obchodów 25-lecia powstania Fotoklubu RP. W 2021, podczas otwarcia obchodów 60-lecia Radomskiego Towarzystwa Fotograficznego – została wyróżniona Medalem Pamiątkowym „Pro Masovia”.

## Odznaczenia
- Brązowy Medal „Za Fotograficzną Twórczość” (2020)[14]
- Medal Pamiątkowy „Pro Masovia” (2021)[15]

## Publikacje (albumy)
- Radomskie szlakiem zabytków (1996)[7][9]
- Powiat przysuski – przewodnik subiektywny (2016)[7]
- Powiat szydłowiecki – przewodnik subiektywny (2016)[7][16]